# Pygaerina mediopurpurea
Pygaerina mediopurpurea är en fjärilsart som beskrevs av Sergius G. Kiriakoff 1960. Pygaerina mediopurpurea ingår i släktet Pygaerina och familjen tandspinnare. Inga underarter finns listade.